# Silvia Novarese
Silvia Novarese Gini (Montevideo, 24 de julio de 1962) es una actriz, comediante y directora teatral uruguaya. Es reconocida por su trabajo en los programas humorísticos Telecataplúm, Plop! y el El show del mediodía.

## Biografía
Nació en Montevideo, como hija de Fernando Novarese, y su esposa María del Huerto Gini; ambos hijos de inmigrantes italianos. Tiene tres hermanos. Su infancia y adolescencia transcurrió en el barrio Maroñas, donde asistió al Colegio Domingo Savio.
Comenzó a actuar a los 16 años en el café-concert de la Asociación Cristina de Jóvenes; después de siete años pasó al Teatro Circular, para luego continuar su carrera como actriz independiente. En 1983 ingresó a la televisión como integrante del elenco del programa humorístico Telecataplúm, y desde 1987 hasta 2001, formó parte de su sucesor, Plop!.
En 1996 protagonizó la película Su música suena todavía. Trabajó en el bar Controversia junto a Petru Valensky y Laura Sánchez.
Hasta el 2008 fue actriz de sketches en el programa El show del mediodía, conducido por Cacho de la Cruz. Desde ese año y hasta el 2012 formó parte del panel del programa de debate Esta boca es mía. Formó parte de la murga Curtidores de hongos como cupletera, y en 2015 se desempeñó como jurado de carnaval.
Desde 2016 lidera "Uruguay Actúa" del Ministerio de Educación y Cultura, una iniciativa que busca acercar talleres de teatro a diferentes partes del país. Fue galardonada con el Premio Legión del Libro otorgado por la Cámara Uruguaya del Libro.
Tras varios años, en 2022 volvió a hacer una participación en televisión bajo el personaje de «Hueva» formando parte del programa ¿Quién es la máscara?, donde fue la 13.ª desenmascarada.

## Filmografía

### Televisión
| Año       | Título                | Canal    | Rol                              |
| --------- | --------------------- | -------- | -------------------------------- |
| 1983-1987 | Telecataplúm          | Teledoce | Actriz de sketches               |
| 1987-2001 | Plop!                 | Teledoce | Actriz de sketches               |
| 1999-2008 | El show del mediodía  | Teledoce | Actriz de sketches               |
| 2008-2012 | Esta boca es mía      | Teledoce | Panelista                        |
| 2022      | ¿Quién es la máscara? | Teledoce | Concursante; 13.ª desenmascarada |

### Cine
| Año  | Título                  | Personaje | Director/a |
| ---- | ----------------------- | --------- | ---------- |
| 1996 | Su música suena todavía |           | Luis Nieto |